# Захарчишин Ярослав Миколайович
Ярослав Миколайович Захарчишин (нар. 3 серпня 1927, Дроздовичі) — український художник декоративного мистецтва, член Спілки художників України з 1967 року.

## Біографія
Народився 3 серпня 1927 року в селі Дроздовичах (тепер Львівський район Львівської області, Україна). 1948 року закінчив Львівське училище прикладного і декоративного мистецтва, у 1954 році — Львівський державний інститут прикладного та декоративного мистецтва (викладачі Вітольд Манастирський, Роман Сельський). Як дипломну роботу Ярослав Миколайович виконав декоративну архітектурну вставку «Радянський спорт» у палаці фізкультури Львівського політехнічного інституту (керівник Бєляєв М. В.). У 1954—1956 роках викладав у Миргородському керамічному технікумі, у 1957—1963 роках — у Львівській дитячій художній школі.
Мешкає у Львові, в будинку на вулиці Тернопільській, 1а, квартира 24. 

## Творчість
Працював в галузі декоративного мистецтва (художня кераміка) і монументального живопису. Серед робіт:
- керамічні статуетки:
  - «Зубр» (1963; 1972);
  - «Віл» (1964);
  - «Кінь» (1967);
  - «Буйвол» (1967);
  - «Муфлон»;
  - «Лев»;
  - «Бізон» (1971);
- декоративний посуд
  - «Баран круторогий» (1965);
  - «Козел» (1967);
- декоративні пласти
  - «Лілея» (1964);
  - «Перебендя» (1964);
  - «Леся Українка»;
- мозаїчні панно «Ласкаво просимо», «Щасливої дороги» (1965, стели при в'їзді до міста Павлограда);
- барельєф «Сільське господарство» (1970; стела при в’їзді у місто Свєтлоград Ставропольського краю, РФ);
- погруддя Володимира Леніна (1970);
- світильники  для Головної пошти та міськради Львова (1975).

Брав участь у всеукраїнських виставках з 1963 року, всесоюзних з 1968 року.